# Aburina uniformis
Aburina uniformis là một loài bướm đêm trong họ Noctuidae.